# Quervain Bjerg
Quervain Bjerg er et bjerg i Sermersooq i Østgrønland.
Det er beliggende i det bjergrige område, der er kendt som Schweizerland, og det ligger ca. 25 km sydsydøst for Mont Forel.
Bjerget er opkaldt efter den schweiziske opdagelsesrejsende Alfred de Quervain.